# Чаклунство 3: Поцілунок смерті
Чаклунство 3 : Поцілунок смерті (англ. Witchcraft III: The Kiss of Death) — американський фільм жахів режисера Рейчел Фельдман 1991 року.

## Сюжет
Подорослішав Вільям Спаннер стає адвокатом, але, знаючи про його істинну сутність, демони-переслідувачі не дають йому спокою. Тепер їх мішенню стає подруга Вілла.

## У ролях
- Чарльз Соломон молодший — Вільям Спаннер
- Ліза Тутман — Шарлотта
- Домонік Лучана — Луїс
- Ліна Голл — Роксі
- Вільям Льюїс Бейкер — преподобний Джондулар
- Ша Беннетт — місіс Картер
- Ніколь Лорен — Вівіан Хілл
- Ахмад Різ — Рубен Картер
- Аліана Даунс — Анна
- Алекса Яго — Марлена
- Майкл Гелпін — Карлос

## Серія
- Чаклунство / Witchcraft (1988)
- Чаклунство 2 : Спокусниця / Witchcraft II: The Temptress (1989)
- Чаклунство 3 : Поцілунок смерті / Witchcraft III: The Kiss of Death (1991)
- Чаклунство 4 : Невинне серце / Witchcraft IV: The Virgin Heart (1992)
- Чаклунство 5 : Танець з Дияволом / Witchcraft V: Dance with the Devil (1993)
- Чаклунство 6 : Коханка Диявола / Witchcraft VI: The Devil's Mistress (1994)
- Чаклунство 7 : Час розплати / Witchcraft VII: Judgement Hour (1995)
- Чаклунство 8 : Привид Салема / Witchcraft VIII: Salem's Ghost (1996)
- Чаклунство 9 : Гірка плоть / Witchcraft IX: Bitter Flesh (1997)
- Чаклунство 10 : Повелителька / Witchcraft X: Mistress of the Craft (1998)
- Чаклунство 11: Сестри по крові / Witchcraft XI: Sisters in Blood (2000)
- Чаклунство 12 : У лігві змія / Witchcraft XII: In the Lair of the Serpent (2002)
- Чаклунство 13: Тринадцята жертва / Witchcraft XIII: Blood of the Chosen (2008)